# يكة شاحبة
يكة شاحبة (الاسم العلمي:Yucca pallida) هي نوع من النباتات تتبع جنس اليكة من الفصيلة الهليونية.

## الموئل والانتشار
موطنه جنوب أمريكا الشمالية (مناطق في تكساس) في الولايات المتحدة وشمال المكسيك.

## الوصف النباتي
النبات وريدة معمرة ومستديمة الخضرة. ارتفاع الوريدة من 20-50 سم، ويبلغ قطرها من 50 -80 سم.